# God of War (jogo eletrônico de 2005)
God of War é um jogo eletrônico de ação-aventura e hack and slash desenvolvido pela Santa Monica Studio e publicado pela Sony Computer Entertainment (SCE). Lançado pela primeira vez em 22 de março de 2005 para PlayStation 2, é o primeiro título da série com o mesmo nome e o terceiro cronologicamente. Vagamente baseado na mitologia grega, é ambientado na Grécia antiga com a vingança sendo o tema central. O jogador controla o protagonista Kratos, um guerreiro espartano que serve os deuses do Olimpo. A deusa Atena atribui a Kratos a missão de matar Ares, o deus da guerra e seu ex-mentor, que enganou Kratos para que matasse sua própria esposa e filha. Enquanto Ares ataca a cidade de Atenas por ódio a Atena, Kratos embarca em uma busca para encontrar o único objeto capaz de deter o deus de uma vez por todas: a lendária Caixa de Pandora.
A jogabilidade de God of War centra-se no combate baseado em combos, conseguido através da arma principal do jogador — as Lâminas do Caos (originalmente, Blades of Chaos) — e uma arma secundária adquirida mais tarde no jogo. Ele apresenta quick time events que exigem que o jogador complete várias ações no controle de jogo em uma sequência cronometrada para derrotar inimigos e chefes mais fortes. O jogador pode usar até quatro ataques mágicos e uma habilidade de aprimoramento de poder como opções alternativas de combate. Também possui quebra-cabeças e elementos de plataforma.
God of War vendeu mais de 4,6 milhões de cópias em todo o mundo, tornando-se o décimo primeiro jogo mais vendido do PlayStation 2 de todos os tempos. Considerado como um dos melhores jogos de ação e aventura para a plataforma, ganhou vários prêmios de Jogo do Ano. Em 2009, a IGN nomeou God of War como o sétimo melhor jogo de PlayStation 2 de todos os tempos. Foi altamente aclamado por seus gráficos, trilha sonora, apresentação e história, além de sua jogabilidade. Ele foi saudado como um dos melhores jogos já feitos. O sucesso do jogo levou ao desenvolvimento de mais sete jogos e à expansão para outras mídias. O jogo e sua primeira continuação, God of War II, foram remasterizados e lançados em novembro de 2009 como parte de God of War Collection e em 2012, a versão remasterizada foi relançada como parte de God of War Saga, ambos lançados para o PlayStation 3.

## Jogabilidade
God of War é um jogo eletrônico de ação e aventura para um jogador, em terceira pessoa, com elementos de hack and slash, visto de uma perspectiva de câmera fixa. O jogador controla o personagem Kratos em combates baseados em combos, plataformas e elementos de jogo de quebra-cabeça, e batalhas conta inimigos que derivam principalmente da mitologia grega, incluindo soldados, harpias, minotauros, górgonas, ciclopes, sirenes, sátiros, centauros, cérberos e oponentes chefes — a Hidra e um minotauro gigante conhecido como o Guardião de Pandora. Elementos de plataforma exigem que o jogador suba em paredes e escadas, salte através de abismos, balance em cordas e equilibre através de vigas para avançar por seções do jogo. Alguns quebra-cabeças são simples, como mover uma caixa para que o jogador possa usá-la como um ponto de partida para acessar um caminho inacessível com saltos normais, mas outros são mais complexos, como encontrar vários itens em diferentes áreas do jogo para destravar uma porta.
Em todo o mundo do jogo, o jogador encontra baús de cores verde, azul ou vermelho, e cada baú contém orbs de determinada cor correspondente. Orbs verdes reabastecem a saúde do jogador, orbs azuis reenchem a magia permitindo mais uso, e orbs vermelhos fornecem experiência para melhorar armas e as magias — permitindo novos e mais poderosos ataques — e repondo o medidor de fúria, que, se estiver cheio, permite o uso do Rage of the Gods. Orbs vermelhos também são coletados matando inimigos e destruindo certos objetos inanimados. O jogador também pode encontrar Olhos de Górgona e Penas de Fênix em baús sem marcação. Os olhos e as penas aumentam os medidores de saúde e magia, respectivamente; encontrar dezoito de um item maximiza um medidor e, por sua vez, o poder do jogador.

### Combate
A arma principal de Kratos são as Lâminas do Caos: um par de lâminas presas a correntes que estão enroladas nos pulsos e antebraços do personagem. No jogo, as lâminas podem ser ofensivamente usadas em várias manobras. Mais tarde no jogo, Kratos adquire uma arma secundária chamada Lâmina de Ártemis (originalmente, Blade of Artemis): uma espada grande que oferece opções alternativas de combate. Kratos também aprende a usar quatro habilidades mágicas (como a Fúria de Zeus [Zeus' Fury, no original]: permitindo que raios sejam lançados em alvos distantes) que permitem ao personagem matar alvos individuais e múltiplos. Outras habilidades mágicas incluem a Cabeça da Medusa (Medusa's Gaze), a Fúria de Poseidon (Poseidon's Rage) e o Exército de Hades (Army of Hades). O famoso Tridente de Poseidon também é adquirido durante o jogo, permitindo que Kratos respire debaixo d'água e navegue por esse ambiente. No início do jogo, Kratos também adquire uma habilidade especial chamada Raiva dos Deuses (Rage of the Gods), que fornece invulnerabilidade temporária e aumenta o dano de ataque.
Em combate, um recurso de quick time events (QTE), é iniciado quando o jogador enfraquece um inimigo forte. O jogador executa uma sequência de ações em seu controle logo após uma imagem com um botão de ação específico aparecer na tela. Isso permite um controle limitado de Kratos durante um evento quick time, que, se bem sucedido, termina a batalha; uma falha geralmente resulta em danos ao protagonista. Similar na função é um mini-jogo de sexo rápido na forma de um encontro com gêmeas femininas, que se tornou uma característica regular em toda a série.
Quando o jogo é concluído, um modo de desafio — chamado Challenge of the Gods — é desbloqueado; isso requer que os jogadores completem uma série de tarefas específicas. O jogador pode desbloquear trajes bônus para Kratos, vídeos de bastidores e arte conceitual dos personagens e ambientes, como recompensas. A conclusão de cada nível de dificuldade libera recompensas adicionais.

## Enredo
No início do jogo, vemos Kratos se posicionando na beira de um penhasco, dizendo que os deuses do Olimpo o abandonaram e que não havia mais esperança para ele, que então se joga do penhasco com a intenção de suicidar-se. O jogo então retrocede para três semanas antes, quando Kratos está em um navio no Mar Egeu que está sendo atacado pela temível Hidra. Após avançar e assassinar a Hidra, ele entra em uma sala onde corpos mutilados de tripulantes jaziam. Aquilo trás a Kratos flashbacks de um passado brutal do qual ele nunca se esqueceria.
Após a derrota da Hidra, vemos Kratos navegando em direção a lugar nenhum, e quando o mesmo tem outro pesadelo relacionado ao seu passado, ele chama a deusa Atena, que se comunica com ele através de uma estátua dela mesma. Kratos pergunta a ela quando essas visões acabarão, pois ele já serviu os deuses por dez anos e nunca fora liberto. Atena então o explica sobre Ares, o deus da guerra, que havia invadido a cidade de Atenas, e que Zeus proibiu os deuses de entrarem em guerra entre si e por isso ela não poderia fazer nada, então ela envia Kratos em uma missão para derrotar Ares e salvar Atenas. Ele então parte para a cidade, e a encontra em ruínas, devastada pela destruição que Ares e seus soldados causavam. Quando ele presencia a guerra, ele vê o gigantesco deus da guerra, e jura que Atenas será o túmulo de Ares pelo que ele fez "naquela noite".
Kratos toma conhecimento da Oráculo, uma mulher que se comunicou com Kratos através de um holograma e disse que poderia ajudar o espartano em sua missão assassina. Ele vai até a Oráculo, que se encontra presa em uma corda e a resgata. É nesse momento em que a Oráculo diz a ele que apenas um item em todo o mundo contém o poder para assassinar um deus: a Caixa de Pandora, que está escondida no Deserto das Almas Perdidas, cuja entrada fica próxima dos muros de Atenas. O protagonista não perde tempo e se dirige até o local, onde encontra outra estátua de Atena, que se comunica com ele e o diz que a Caixa de Pandora está escondida em um templo cheio de armadilhas e quebra-cabeças complexos, templo esse que está acorrentado e preso nas costas do último titã vivo, Cronos. Ela também diz que há um caminho seguro até o titã, mas para achá-lo, Kratos deve assassinar as três sirenes que estão espalhadas pelo deserto, e uma porta se abriria para ele, revelando o tal caminho.
Assim, ele encontra as sirenes, desbloqueia a passagem e no seu fim, encontra um berrante que atrai Cronos e o leva até Kratos. Assim, o Fantasma de Esparta pula em Cronos e se agarra em uma corrente, e escala as costas do titã durante três dias até chegar na entrada do Templo de Pandora. O mesmo entra no templo, onde inicia uma série de desafios preparados por Atlas e pelos deuses Hades e Poseidon, desafios esses que incluem resoluções de quebra-cabeças, assassinato de muitos inimigos, sacrifícios humanos e até mesmo a derrota de um gigantesco minotauro. Enquanto passava pelos desafios do templo, Kratos teve uma série de flashbacks que revelavam muito de seu próprio passado.
É revelado que Kratos, antes um general no exército espartano, utilizava de técnicas brutais, porém eficientes para vencer suas batalhas. Em um dia, um gigantesco exército de bárbaros entrou no caminho dos espartanos liderados por Kratos, e os dois exércitos travaram uma batalha, mas a disciplina e o treinamento dos espartanos não eram páreo para violência e o exagero dos bárbaros, e um Kratos rendido pelo Rei Bárbaro estava preparado para morrer, quando, em um ato de desespero, clamou pelo deus da guerra, oferecendo sua vida em troca da derrota dos bárbaros. Ares, então, desceu do Olimpo e realizou o desejo de Kratos, dando ao espartano as Lâminas do Caos, forjadas nas profundezas do Hades, que eram amarradas em correntes que se prendiam nos antebraços de seu usuário, e assim foi feito. As harpias trouxeram as lâminas a Kratos e as correntes recém-forjadas queimaram os antebraços de Kratos, se fixando nos mesmos. Dessa forma, Kratos conseguiu desferir um golpe mortal no Rei Bárbaro, decapitando-o.
Após isso, Kratos passou a servir fielmente o deus da guerra, realizando todas as tarefas que o mesmo mandava e matando quantas pessoas fossem necessárias para completar tais tarefas. Uma dessas tarefas era a de destruir uma vila que glorificava a deusa Atena, e Kratos se juntou a alguns espartanos para trazer ruína à vila. Quando Kratos se preparava para adentrar no templo da vila, uma mulher interferiu, dizendo que os perigos no templo eram piores do que Kratos imaginava, mas ele não deu ouvidos e prosseguiu. Ele adentrou o templo e assassinou todos lá dentro, porém, Kratos não percebeu duas das suas vítimas eram sua própria esposa e filha, e quando notou, era tarde demais.
Kratos, quando finalmente chegou no último estágio do Templo de Pandora, encontrou uma sala com estátuas dos três maiores deuses do Olimpo, e a Caixa de Pandora. O espartano se apossou da caixa e um elevador o levou para a entrada do templo, onde começou a empurrar a caixa, porém, em Atenas, Ares sabia que Kratos havia obtido sucesso e sua missão pois uma harpia o contou que Kratos estava no templo e assim ele pega uma viga quebrada que estava no chão e a arremessa na direção do Templo de Pandora, e a viga acerta o peito de Kratos. Em seus últimos momentos, ele volta a ter um flashback, que revela que foi o próprio Ares que manipulou os acontecimentos para que Kratos assassinasse sua própria família e se tornasse um guerreiro ainda mais forte, e que a mulher que Kratos deixou viver antes de entrar no templo era a Oráculo da vila, que jogou uma maldição sobre Kratos, fazendo com que as cinzas de sua esposa e filha ficassem atreladas a sua pele, e nunca poderiam ser removidas, por isso Kratos tinha a pele de cor branca. Após o flashback, ele viu as harpias de Ares levarem a Caixa de Pandora, enquanto a vida deixava seu corpo. Sua alma, então, foi transportada para o Hades, para cair no rio Estige, porém, ele consegue se segurar em uma plataforma e sobe para a superfície, por meio de um portal criado em um túmulo que o coveiro disse que foi feito "especialmente para ele".
Escapando do Hades, Kratos parte em sua última viagem e encontra Ares, segurando a Caixa de Pandora e se gabando de tê-la, chegando a ameaçar que usaria ela contra o Olimpo, porém Kratos utiliza o Raio de Zeus para derrubar a caixa e consegue abri-la, liberando o poder dos deuses e ficando gigante, do tamanho de Ares, e os dois travam uma batalha muito intensa. Ares chega a transportar Kratos para uma ilusão, onde ele luta contra clones de si mesmo em prol de defender sua família. Ares, porém, tira as Lâminas do Caos e as magias de Kratos e mata a sua família. Quando ele sai da ilusão, é quase morto por Ares, mas ele rapidamente vê que a ponte que conectava Atenas a uma gigantesca estátua de Atena era uma espada, a Lâmina dos Deuses. Ele então a pega e utiliza-a para assassinar Ares.
Porém, as visões e os pesadelos de Kratos ainda permaneciam, e ele suplica para que Atena o livre delas, mas ela diz que os deuses nunca prometeram a liberdade de seus pesadelos, apenas o perdão. Então, ele se dirige ao penhasco em que vemos ele no início do jogo. Ele se joga do abismo, para que aquele tormento finalmente termine. Porém, os deuses não permitem que alguém que realizou tamanho serviço a eles, pereça pelas próprias mãos, então, uma estátua de Atena que se localizava ao lado de uma estranha estrutura abre a tal estrutura, que se revela ser um portal para o Monte Olimpo, e ela diz que agora há um trono vazio no Palácio dos Deuses, e que um novo deus da guerra era necessário, então, ele entra no portal e se dirige ao trono, ascendendo como o novo deus da guerra.

## Lançamento
God of War foi lançado em 22 de Março de 2005 na América do Norte e em 21 de Junho de 2005 na Europa e também está presente na lista de Jogos de PlayStation 2 da Sony Greatest Hits.
O jogo e a sua sequência — God of War II — foram lançados na América do Norte em 17 de Novembro de 2009 como parte da God of War Collection, apresentando versões de ambos os jogos para o hardware do PlayStation 3 com um gráfico remasterizado e com suporte para o Troféus PlayStation. Foi lançado em 18 de Março no Japão, em 29 de Abril de 2010 na Austrália e no Reino Unido em 30 de Abril de 2010. Em 2 de Novembro de 2010, God of War: Collection foi lançado como um download digital na PlayStation Store (o primeiro produto contendo material de PS2 disponível para download).

## Recepção
God of War foi aclamado pela crítica especializada, com pontuações agregadas de 93,69% no GameRankings e 94/100 no Metacritic, que descrevem sua pontuação como "aclamação universal". Isso faz com que God of War seja o segundo jogo com a maior pontuação da franquia, atrás somente de God of War (2018). Tom Lane, da CNN, escreveu que: "God of War é o tipo de jogo que faz você lembrar por que você joga jogos, em primeiro lugar." Ele disse que é viciante e que a ação é equilibrada com uma quantidade modesta de elementos de quebra-cabeças e plataformas. Ele elogiou a rapidez com que avança e disse que "é um dos jogos mais violentos do mercado".
Raymond Padilla da GameSpy disse que a jogabilidade é "excelente" e que tem "algumas das mais exageradas violências que já vi". Ele elogiou o sistema de combos por ser generoso, com os jogadores sendo facilmente capazes de executar combinações de ataques, mas acrescentou que ele pode desafiar jogadores que "se jogam no sistema". Chris Sell, da PAL Gaming Network, escreveu que o "aspecto mais agradável do combate é sua simplicidade". No que diz respeito à combinação de combate com plataformas, Sell disse: "God of War tira tudo com perfeição".
Lane disse que a história é "convincente", enquanto Sell afirmou que ela é bem definida e raramente estaciona. Padilla escreveu: "God of War é a melhor coisa que aconteceu com a mitologia grega" desde que Harry Hamlin atuou como Perseu em Fúria de Titãs. Ele elogiou o som como muito forte, mas sentiu que algumas das vozes e faixas musicais são exageradas. Kristan Reed, da Eurogamer, disse que a trilha sonora é "um exemplo incrivelmente evocativo de uma trilha sonora dramática e efeitos estrondosos".
Sell afirmou que os gráficos são "possivelmente os melhores do PS2" e os jogos rivais no Xbox. Ele disse que os modelos de personagens são "excelentes" e que cada nível tem sua própria sensação distinta. Eric Blattberg da PlayStation Universe elogiou os gráficos por serem perfeitos, realistas e capazes de rodar a 480p em uma televisão widescreen. Ele disse que as texturas são "ótimas", e os ambientes são "impressionantes e inacreditavelmente detalhados". Mikel Reparaz da GamesRadar observou a quantidade de detalhes, explicando que, como consequência do hardware antigo do PlayStation 2, "os gráficos costumavam ocasionalmente gaguejar ou mesmo diminuir a velocidade." Ele ainda deu ao jogo uma pontuação perfeita, concluindo, "esses problemas são lêndeas menores ao lado do design criativo de God of War, uma trama fascinante e com uma pura diversão. Um dos melhores títulos de ação do PlayStation, God of War destaca-se como uma obra-prima ultra violento."
Sell disse que God of War tem pouquíssimas falhas e que o único que vale a pena mencionar é o sistema de câmeras: ele disse que embora as câmeras façam um ótimo trabalho de seguir Kratos, "há alguns momentos irritantes quando você é atacado por algo fora da tela, ou você não consegue dar um pulo porque você não pode realmente ver o salto corretamente". Outras queixas menores de Sell incluem a falta de rejogabilidade, a quantidade de tempo que leva para atualizar os itens, e a luta final com Ares, que ele disse ser "um pouco decepcionante". Reed escreveu que, em algumas ocasiões notáveis, ele descobriu que alguns dos balanceamentos da plataforma "são um pouco incômodos". Ele disse que os jogadores podem ficar sobrecarregados com o número de inimigos, mas eles acabarão por ter seu "cérebro e reações em marcha e passar para a próxima seção emocionante e se sentirão extremamente satisfeitos".

### Prêmios
O jogo ganhou vários prêmios de "Jogo do Ano". No Spike Video Game Awards de 2005, foi nomeado como "Melhor Jogo de Ação" e David Jaffe ganhou como "Designer do Ano" para o jogo. Foi também indicado para "Jogo do Ano", "Melhor Performance por um Humano Masculino" (TC Carson como Kratos) e "Melhor Trilha Sonora Original". No Interactive Achievement Awards de 2006, ganhou vários prêmios, incluindo o de "Jogo do Ano em Geral", "Jogo de Console do Ano" e "Jogo de Ação/Aventura do Ano". Em 2009, a IGN classificou God of War como o sétimo melhor jogo de PlayStation 2 de todos os tempos. Em novembro de 2012, a revista Complex nomeou God of War como o décimo primeiro melhor jogo de PlayStation 2 de todos os tempos.

## Série
O sucesso do God of War permitiu que o desenvolvimento de novos jogos fosse possível, em que cada capítulo da série entrasse no tema vingativo da saga. Cada novo jogo providência novas informações sobre as origens de Kratos e seu relacionamento com sua família e os Deuses.

## Outras mídias

### Filme
Uma adaptação para um filme do jogo foi anunciada em 2007. O criador David Jaffe confirmou que um roteiro completo foi escrito por David Self e será enviado a um "diretor famoso". Jaffe também confirmou que a Universal Studios estava por trás da criação do filme de God of War, mas não sabia de seu estado atual, e finalmente expressou dúvidas sobre se o lançamento do filme algum dia aconteceria.

### Livro
Uma dramatização do jogo foi escrita por Matthew Stover e Robert E. Vardeman, lançada em 25 de Maio de 2010 por Del Rey Books.

## Trilha Sonora
Em 1.º Março de 2005, — composta por Gerard K. Marino, Ron Fish, Winifred Phillips, Mike Reagan, Cris Velasco e Winnie Waldron — foi lançada em CD (58 minutos e 55 segundos de reprodução) pela SCEI como um produto exclusivo da Sony Connect Music Store. Muitas das faixas possuem vozes sobre, que são do jogo.
| Lista de faixas |                                    |                 |         |  |
| N.º             | Título                             | Compositor(es)  | Duração |  |
| 1.              | "Escape from Madness"              | Marino          | 0:38    |  |
| 2.              | "The Vengeful Spartan"             | Marino          | 1:21    |  |
| 3.              | "Kratos and the Sea"               | Marino          | 2:21    |  |
| 4.              | "Have Faith"                       | Marino          | 1:21    |  |
| 5.              | "The Splendor of Athens"           | Reagan          | 2:09    |  |
| 6.              | "This City Will Be Your Grave"     | Marino          | 0:24    |  |
| 7.              | "Ares Destroys Athens"             | Reagan          | 1:13    |  |
| 8.              | "Mind the Cyclops"                 | Reagan          | 2:09    |  |
| 9.              | "Athenian Battle"                  | Reagan          | 3:07    |  |
| 10.             | "Exploring the Ruins"              | Marino          | 2:02    |  |
| 11.             | "Athens Rooftops Fighting"         | Marino          | 2:39    |  |
| 12.             | "Save the Oracle Challenge"        | Marino          | 1:35    |  |
| 13.             | "Kratos' Evil Past"                | Marino          | 2:01    |  |
| 14.             | "Too Late"                         | Marino          | 1:58    |  |
| 15.             | "The Great Sword Bridge of Athena" | Marino          | 2:17    |  |
| 16.             | "What the Oracle Spoke"            | Marino          | 1:09    |  |
| 17.             | "The Story of Chronos"             | Marino          | 1:17    |  |
| 18.             | "Battle the Lethal Sirens"         | Reagan          | 2:28    |  |
| 19.             | "The Temple of Pandora"            | Fish            | 0:36    |  |
| 20.             | "Pandoran Cyclopes Attack"         | Fish            | 1:42    |  |
| 21.             | "The Architect's Mysteries"        | Fish            | 2:00    |  |
| 22.             | "Zeus' Wrath Divine"               | Velasco         | 3:04    |  |
| 23.             | "The Underwater World of Poseidon" | Phillips        | 3:04    |  |
| 24.             | "Minotaur Boss Battle"             | Velasco         | 1:57    |  |
| 25.             | "Burning Visions"                  | Fish            | 1:15    |  |
| 26.             | "Pandoran's Box"                   | Phillips        | 1:00    |  |
| 27.             | "Hades, God of the Underworld"     | Velasco         | 1:13    |  |
| 28.             | "The Fury of Ares"                 | Fish            | 2:26    |  |
| 29.             | "Duel With Ares"                   | Reagan, Velasco | 2:26    |  |
| 30.             | "Enthroned on Mount Olympus"       | Phillips        | 1:57    |  |
| 31.             | "God of War End Title"             | Marino          | 5:06    |  |
| Duração total:  | Duração total:                     | Duração total:  | 58:55   |  |

### Obras citadas
- SCE Santa Monica Studio, ed. (2005). God of War (Manual de instrução). [S.l.]: Sony Computer Entertainment
- Stover, Matthew; Vardeman, Robert (25 de maio de 2010). God of War. Col: God of War 1st ed. Estados Unidos: Del Rey Books. ISBN 978-0-345-50867-6